# Albert Renger-Patzsch
Albert Renger-Patzsch, född den 22 juni 1897 i Würzburg, Bayern, död den 27 september 1966 i Wamel, Nordrhein-Westfalen, var en tysk fotograf.
Albert Renger-Patzsch var den ledande fotografen inom Nya sakligheten.